# حكومة سعد الحريري الثانية

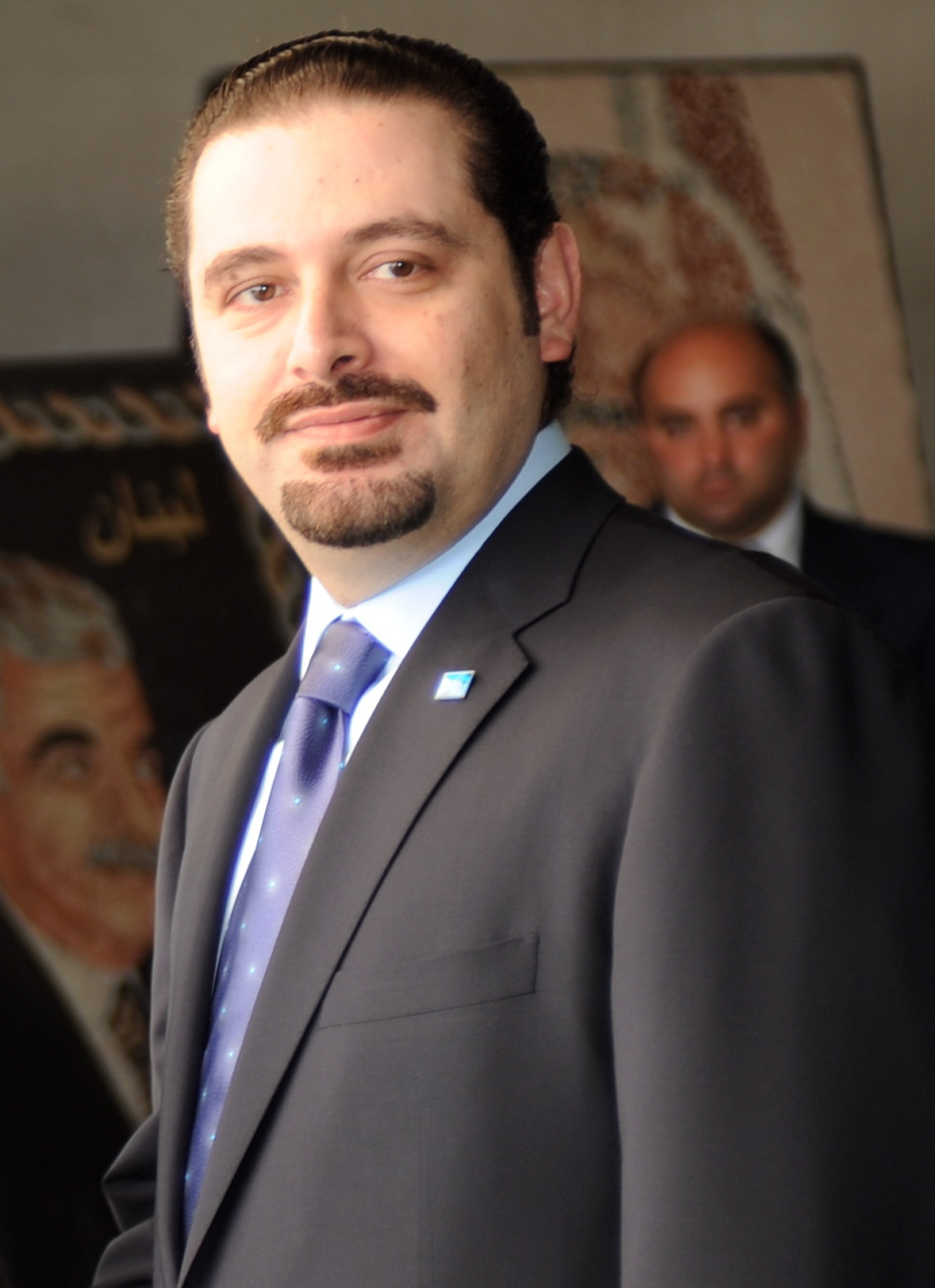

الحكومة اللبنانية الرابعة والسبعون بعد الاستقلال والأولى بعهد الرئيس ميشال عون، وهي الحكومة الثانية التي يرأسها سعد الدين الحريري، صدرت مراسيم تشكيلها في 18 كانون الأول 2016. وضمت الحكومة 30 وزيراً بينهم امرأة واحدة. بتاريخ 28 كانون الأول 2016 نالت الحكومة الثقة على بيانها الوزاري من مجلس النواب بغالبية 87 نائب من أصل 92 حضروا الجلسة فيما حجب الثقة أربع نواب وامتناع نائب واحد عن التصويت.

## تشكيلة الحكومة
| الوزارة                          | اسم الوزير        | الطائفة     | الحزب السياسي                               | المحافظة            |
| -------------------------------- | ----------------- | ----------- | ------------------------------------------- | ------------------- |
| رئيس مجلس الوزراء                | سعد الدين الحريري | السنة       | تكتل لبنان أولاً - تيار المستقبل             | محافظة بيروت        |
| نائب رئيس مجلس الوزراء           | غسان حاصباني      | روم أرثوذكس | القوات اللبنانية                            | محافظة بيروت        |
| وزير الصحة العامة                | غسان حاصباني      | روم أرثوذكس | القوات اللبنانية                            | محافظة بيروت        |
| وزير الخارجية والمغتربين         | جبران باسيل       | موارنة      | تكتل الإصلاح والتغيير - التيار الوطني الحر  | محافظة الشمال       |
| وزير الدفاع الوطني               | يعقوب الصراف      | روم أرثوذكس | حصة رئيس الجمهورية                          | محافظة عكار         |
| وزير الداخلية والبلديات          | نهاد المشنوق      | السنة       | تكتل لبنان أولاً - تيار المستقبل             | محافظة بيروت        |
| وزير المالية                     | علي حسن خليل      | الشيعة      | حركة أمل                                    | محافظة النبطية      |
| وزير العدل                       | سليم جريصاتي      | روم كاثوليك | حصة رئيس الجمهورية                          | محافظة البقاع       |
| وزير الاتصالات                   | جمال الجراح       | السنة       | تكتل لبنان أولاً - تيار المستقبل             | محافظة البقاع       |
| وزير الطاقة والمياه              | سيزار ابي خليل    | موارنة      | تكتل الإصلاح والتغيير - التيار الوطني الحر  | محافظة جبل لبنان    |
| وزير الاشغال العامة والنقل       | يوسف فنيانوس      | موارنة      | تيار المردة                                 | محافظة الشمال       |
| وزير التربية والتعليم العالي     | مروان حمادة       | دروز        | اللقاء الديمقراطي - الحزب التقدمي الاشتراكي | محافظة جبل لبنان    |
| وزير العمل                       | محمد كبارة        | السنة       | تكتل لبنان أولاً - تيار المستقبل             | محافظة الشمال       |
| وزير الشؤون الاجتماعية           | بيار ابي عاصي     | روم أرثوذكس | القوات اللبنانية                            | محافظة جبل لبنان    |
| وزير الاقتصاد والتجارة           | رائد خوري         | موارنة      | تكتل الإصلاح والتغيير - التيار الوطني الحر  | محافظة جبل لبنان    |
| وزير الإعلام                     | ملحم رياشي        | روم كاثوليك | القوات اللبنانية                            | محافظة جبل لبنان    |
| وزير المهجرين                    | طلال أرسلان       | دروز        | الحزب الديمقراطي اللبناني                   | محافظة جبل لبنان    |
| وزير الشباب والرياضة             | محمد فنيّش         | الشيعة      | حزب الله                                    | محافظة الجنوب       |
| وزير السياحة                     | أواديس كيدانيان   | الأرمن      | حزب الطشناق                                 | محافظة بيروت        |
| وزير البيئة                      | طارق الخطيب       | السنة       | حصة رئيس الجمهورية                          | محافظة جبل لبنان    |
| وزير الزراعة                     | غازي زعيتر        | الشيعة      | حركة أمل                                    | محافظة بعلبك الهرمل |
| وزير الصناعة                     | حسين الحاج حسن    | الشيعة      | حزب الله                                    | محافظة بعلبك الهرمل |
| وزير الثقافة                     | غطاس خوري         | موارنة      | تكتل لبنان أولاً - تيار المستقبل             | محافظة بيروت        |
| وزير دولة لشؤون مجلس النواب      | علي قانصوه        | الشيعة      | الحزب القومي السوري الاجتماعي               | محافظة النبطية      |
| وزير دولة لشؤون التنمية الادارية | عناية عز الدين    | الشيعة      | حركة أمل                                    | محافظة الجنوب       |
| وزير دولة لشؤون النازحين         | معين المرعبي      | السنة       | تكتل لبنان أولاً - تيار المستقبل             | محافظة عكار         |
| وزير دولة لشؤون رئاسة الجمهورية  | بيار رفول         | موارنة      | حصة رئيس الجمهورية                          | محافظة الشمال       |
| وزير دولة لشؤون مكافحة الفساد    | نقولا تويني       | روم أرثوذكس | حصة رئيس الجمهورية                          | محافظة بيروت        |
| وزير دولة لشؤون التخطيط          | ميشال فرعون       | روم كاثوليك | تكتل لبنان أولا - القوات اللبنانية          | محافظة بيروت        |
| وزير دولة لشؤون المرأة           | جان أوغاسبيان     | الأرمن      | تكتل لبنان أولا - حزب الهنشاك               | محافظة بيروت        |
| وزير دولة لشؤون حقوق الانسان     | أيمن شقير         | دروز        | اللقاء الديمقراطي - الحزب التقدمي الاشتراكي | محافظة جبل لبنان    |

| سبقه حكومة تمام سلام | حكومة سعد الحريري الثانية 18 كانون الأول 2016-31 كانون الثاني 2019 | تبعه حكومة سعد الحريري الثالثة |

## وصلات خارجية
- موقع رئاسة مجلس الوزراء الرسمي